# آناستازیا زولوتیچ
آناستازیا زولوتیچ (انگلیسی: Anastasija Zolotic؛ زادهٔ ۲۳ نوامبر ۲۰۰۲) تکواندوکار صرب‌تبار اهل ایالات متحده آمریکا است.
وی در مسابقات کشوری و بین‌المللی در مجموع برندهٔ ۳ مدال طلا، ۱ مدال نقره، ۲ مدال برنز شده‌است.